# Khüinchi
Khüinchi (ou Khüchü, Köchü, Konchi ou Konichi, Conichi) est le 3e khan de la Horde blanche. Succédant à Khounguiran, il est remplacé par Bayan Khan.

## Biographie
Sous Khüinchi, la Horde blanche devient un centre de pouvoir émergents qui bénéficie de la politique commerciale de Mengü Temür. Le khan devient alors une figure politique pour la politique mongole avec son propre keshig sans pour autant contester le khan de la Horde. 
Après la mort de Mengü (1280), les rapports de forces changent et l'influence de Nogaï met Tuda Mangu sur le trône de la Horde d'Or. Khüinchi se tourne alors vers le Grand Khaan Témur, recevant de grands cadeaux du grand khan. De plus, il se rapproche de l'Iran mongol des Ilkhanides avec une alliance. C'est pourquoi Marco Polo peut dire que Khüinchi n'est soumis à personne. 
Sa mort entraîne une crise de succession entre son cousin Koblouk et son fils Bayan, qui est aussi une guerre d'influence entre les différentes Hordes.